# Рувума (область)
Рувума (суахили Ruvuma) — одна из 30 областей Танзании. Площадь составляет 63 498 км², по переписи 2012 года её население составило 1 376 891 человек. Административный центр — город Сонгеа.

## География
Область расположена в южной части страны. Граничит с областями Иринга на северо-западе, Морогоро на севере, Линди на северо-востоке и Мтвара на востоке, а также с Мозамбиком на юге. Имеет на западе выход к озеру Ньяса, по которому граничит с Малави.

## Административное деление
В административном отношении делится на 5 округов:
- Мбинга
- Намтумбо
- Сонгеа сельский
- Сонгеа городской
- Тундуру